# Pteromalus felginas
Pteromalus felginas är en stekelart som beskrevs av Walker 1842. Pteromalus felginas ingår i släktet Pteromalus och familjen puppglanssteklar.
Artens utbredningsområde är Schweiz. Inga underarter finns listade i Catalogue of Life.